# Droits de l'homme en Tanzanie
 (mars 2022).
La mise en forme du texte ne suit pas les recommandations de Wikipédia : il faut le « wikifier ».
Les points d'amélioration suivants sont les cas les plus fréquents. Le détail des points à revoir est peut-être précisé sur la page de discussion.
- Les titres sont pré-formatés par le logiciel. Ils ne sont ni en capitales, ni en gras.
- Le texte ne doit pas être écrit en capitales (les noms de famille non plus), ni en gras, ni en italique, ni en « petit »…
- Le gras n'est utilisé que pour surligner le titre de l'article dans l'introduction, une seule fois.
- L'italique est rarement utilisé : mots en langue étrangère, titres d'œuvres, noms de bateaux, etc.
- Les citations ne sont pas en italique mais en corps de texte normal. Elles sont entourées par des guillemets français : « et ».
- Les listes à puces sont à éviter, des paragraphes rédigés étant largement préférés. Les tableaux sont à réserver à la présentation de données structurées (résultats, etc.).
- Les appels de note de bas de page (petits chiffres en exposant, introduits par l'outil «  Source ») sont à placer entre la fin de phrase et le point final[comme ça].
- Les liens internes (vers d'autres articles de Wikipédia) sont à choisir avec parcimonie. Créez des liens vers des articles approfondissant le sujet. Les termes génériques sans rapport avec le sujet sont à éviter, ainsi que les répétitions de liens vers un même terme.
- Les liens externes sont à placer uniquement dans une section « Liens externes », à la fin de l'article. Ces liens sont à choisir avec parcimonie suivant les règles définies. Si un lien sert de source à l'article, son insertion dans le texte est à faire par les notes de bas de page.
- La présentation des références doit suivre les conventions bibliographiques. Il est recommandé d'utiliser les modèles {{Ouvrage}}, {{Chapitre}}, {{Article}}, {{Lien web}} et/ou {{Bibliographie}}. Le mode d'édition visuel peut mettre en forme automatiquement les références.
- Insérer une infobox (cadre d'informations à droite) n'est pas obligatoire pour parachever la mise en page.

Pour une aide détaillée, merci de consulter Aide:Wikification.
Si vous pensez que ces points ont été résolus, vous pouvez retirer ce bandeau et améliorer la mise en forme d'un autre article.
La question des droits de l'homme en Tanzanie, une nation avec une population de 59 441 988 habitants en 2021, est un sujet complexe. Dans son rapport Freedom in the World de 2013, Freedom House a déclaré le pays « relativement libre ».

## Préoccupations en matière de droits de l'homme
En octobre 2011 lors de sa réunion à Genève (Suisse), le Conseil des droits de l'homme des Nations unies a achevé un examen périodique universel (EPU) de la situation des droits de l'homme en Tanzanie. Lors de cet EPU, l'équipe de pays des Nations unies (United Nations Country Team, UNCT) et plusieurs autres pays ont abordé divers problèmes en Tanzanie.

### Égalité des sexes
L'UNCT a déclaré :
« Les examens et évaluations nationaux de l'égalité entre les hommes et les femmes […] ont identifié une série de défis […] qui continuent de prévaloir. Ceux-ci comprennent le fardeau persistant et croissant de la pauvreté sur les femmes ; les inégalités dans les modalités d'activités productives et d'accès aux ressources ; les inégalités dans le partage du pouvoir et de la prise de décision ; le manque de respect et l'insuffisance de la promotion et de la protection des droits humains des femmes ; et les inégalités dans la gestion des ressources naturelles et la sauvegarde de l'environnement. […] Il convient d'attirer une attention particulière sur la marginalisation généralisée des filles dans différentes sphères de la vie, y compris l'éducation, et l'exclusion totale causée pour beaucoup par le mariage précoce et forcé. […] La violence basée sur le genre est répandue. Selon une enquête de l'Organisation mondiale de la santé de 2005, 41 % des femmes ayant déjà eu un couple à Dar es Salaam ont subi des violences physiques ou sexuelles de la part d'un partenaire. »  :¶¶ 24–6, page 6
Le Danemark a effectué la recommandation suivante, approuvée par la Tanzanie, consistant à « mettre en place une stratégie globale et une législation efficace pour éliminer les pratiques discriminatoires à l'égard des femmes... »  :¶ 85.22, page 14
La Tanzanie a également soutenu la recommandation du Ghana sur le fait de « mettre en place une stratégie globale […] pour modifier ou éliminer les pratiques culturelles et les stéréotypes discriminatoires à l'égard des femmes... »  :¶ 85.23, page 14.

### Populations indigènes
L'UNCT a déclaré :
« Les droits des peuples autochtones à accéder aux terres ancestrales ont été niés ou limités à des fins d'exploitation économique, en particulier dans les réserves de gibier. […] Le Gouvernement serait instamment prié de reconsidérer sa politique qui méconnaît la notion de peuples autochtones et de prendre des mesures pour garantir leur droit de pratiquer leur propre culture à parité avec la population majoritaire. Le gouvernement devrait également envisager d'élaborer des procédures opérationnelles normalisées fondées sur les droits de l'homme pour les expulsions, en les définissant clairement comme une question de dernier recours pour résoudre les différends sur l'utilisation des terres entre les intérêts publics, les investisseurs privés et les éleveurs. »  :¶ 23, page 6
Au cours de l'EPU, la Finlande a notamment souligné les expulsions forcées et illégales d'autochtones. Cette dernière a demandé à la Tanzanie qu'elles étaient ses actions pour mettre en place les recommandations du Rapporteur spécial des Nations unies sur les droits des peuples autochtones, et si le gouvernement comptait prendre des mesures législatives pour protéger efficacement les droits de ces derniers :¶ 36, page 7.
Le Danemark quant à lui a souligné le déni de la Tanzanie et la restriction des droits des peuples autochtones sur les terres ancestrales, se traduisant alors par de nombreuses expulsions forcées. :¶ 61, page 10

### Relations entre personnes de même sexe
L'UNCT a déclaré :
« L'homosexualité est considérée comme contraire aux normes culturelles ; les relations sexuelles entre personnes de même sexe sont criminalisées. Des arrestations collectives liées à des rassemblements pacifiques, à l'absence de patients séropositifs ainsi qu'à des expulsions forcées de personnes en raison de leur orientation sexuelle par des communautés locales et religieuses ont été signalées. De plus, les représentants des groupes et d'autres défenseurs des droits de l'homme peuvent ne pas être disposés à faire des déclarations publiques en faveur de la tolérance et de la dépénalisation par crainte de représailles. Le gouvernement est instamment prié d'adopter une attitude proactive [...] et d'abroger toute disposition pénale contre des personnes en raison de leur orientation sexuelle. »  :¶ 27, page 7
Durant l'examen périodique universel (EPU), le gouvernement suédois a noté que « la criminalisation des minorités sexuelles contribuait à la stigmatisation et à la vulnérabilité des personnes lesbiennes, gays, bisexuelles et transgenres.texte »  :¶ 50, page 9.
La Slovénie quant à elle s'est dite préoccupée par le fait que les actes sexuels consentis entre personnes de même sexe restaient incriminés :¶ 53, page 9.

### Discrimination au travail
L'UNCT a déclaré :
« Bien que la Convention sur l'égalité de rémunération […] et la Convention concernant la discrimination dans l'emploi et la profession […] aient été ratifiées et que des lois nationales à cet effet aient été adoptées, le Gouvernement n'a pas encore élaboré de mesures pour lutter contre la discrimination salariale et les disparités entre les valeurs professionnelles dans les secteurs privé et public. […] Bien que le gouvernement ait mis en place la loi de 2008 sur le VIH/sida (prévention et contrôle) et les règles de 2007 sur les relations de travail et d'emploi (code de bonnes pratiques), la discrimination liée au VIH/sida reste institutionnalisée sur le lieu de travail, tant au sphères publique et privée. »  :¶ 28, page 7

### Les travailleurs du sexe
L'UNCT a déclaré :
« Les travailleurs du sexe sont un autre groupe à risque d'exclusion sociale et de mauvais traitements de la part des forces de l'ordre. Considéré comme une infraction par le droit pénal applicable, le commerce du sexe continue d'alimenter le harcèlement et les abus. Le gouvernement est encouragé à étudier les effets des arrestations de ces travailleurs, dont la majorité sont des femmes. »  :¶ 29, page 7

### L'albinisme
Les meurtres et les mutilations de personnes atteintes d'albinisme se poursuivent, le plus souvent pratiqués par des sorciers. Navi Pillay, la Haut-Commissaire des Nations Unies aux droits de l'homme, a déclaré en mars 2013 que les poursuites pour ces crimes aboutissent rarement avec seulement cinq cas connus de condamnations sur les 72 meurtres de personnes atteintes d'albinisme documentés en Tanzanie depuis 2000.

L'UNCT a déclaré :
« De 2006 à 2010, au moins 58 personnes atteintes d'albinisme ont été tuées, dont la majorité étaient des enfants. En outre, il y a eu neuf cas de tentative de meurtre et des rapports de profanation de tombes. […] Des efforts ont été faits pour poursuivre les meurtriers. La lutte contre le commerce national et international des parties du corps est également essentielle pour mettre fin aux tueries. En termes de protection, le gouvernement a mis en place des centres d'accueil spéciaux pour les enfants atteints d'albinisme. Cependant, à long terme, cette mesure entraîne l'isolement des enfants de la société et la séparation de la famille. Par conséquent, le gouvernement devrait explorer d'autres moyens de protéger les personnes atteintes d'albinisme, y compris des options qui favorisent l'inclusion sociale et la tolérance. »  :¶¶ 31–32, page 8

### Mortalité maternelle
La mortalité maternelle est extrêmement élevée en Tanzanie. Beaucoup de ces décès sont liés à des causes obstétricales indirectes ou directes, provoquées par le manque de moyens et les conditions insalubres dans lesquelles la plupart des femmes sont contraintes de donner la vie.

L'UNCT a déclaré :
« Les résultats en matière de santé maternelle ont montré une lente amélioration au cours des deux dernières décennies. […] Une recommandation importante est que le gouvernement améliore l'accès et la disponibilité des services de soins obstétriques d'urgence de base, des agents de santé qualifiés – qui assistent actuellement moins de 50 % des naissances vivantes – ainsi que des fournitures. L'accès à la planification familiale pourrait réduire les décès maternels d'un tiers et les décès d'enfants jusqu'à 20 %. […] Il convient également de tenir compte du caractère restrictif actuel des services d'avortement médicalisé, qui, en vertu du Code pénal, est considéré comme illégal. Les rapports suggèrent que cette restriction coûte la vie à de nombreuses femmes et filles qui cherchent à commettre l'acte en secret, sans conseils professionnels et dans des conditions insalubres. »  :¶¶ 33–34, page 8

### Mortalité des enfants de moins de cinq ans
L'UNCT a déclaré :
« Après plus d'une décennie de stagnation au cours des années 1980 et 1990, des gains importants en matière de survie des enfants ont été signalés depuis le milieu des années 2000. […] Ce progrès équivaut à sauver près de 100 000 enfants chaque année. […] Néanmoins, le bilan des décès d'enfants de moins de cinq ans s'élève toujours à environ 155 000 décès par an - plus de 400 décès en Tanzanie chaque jour. »  :¶ 35, pages 8–9

### Travail forcé
L'UNCT a déclaré :
« La loi de 1982 sur l'administration locale (autorités de district) permet au gouvernement d'obliger des individus et des groupes à travailler de force à des fins de développement économique. De nombreuses lois autorisent également l'imposition de travail forcé ou obligatoire en tant que sanction pour une série d'infractions, y compris l'expression d'opinions politiques et le fait de ne pas s'engager dans un travail socialement utile. […] Ces dispositions sont incompatibles avec les conventions pertinentes de l'Organisation internationale du travail et le gouvernement devrait réviser ces dispositions en priorité. »  :¶ 36, page 9

### Le trafic d'êtres humains
L'UNCT a déclaré :
« La Tanzanie est un pays d'origine, de transit et de destination pour les hommes, les femmes et les enfants victimes de la traite, en particulier dans des conditions de travail forcé et de prostitution forcée. L'incidence de la traite interne est plus élevée que celle de la traite transnationale, principalement des zones rurales vers les zones urbaines, touchant principalement les enfants pour leur exploitation dans la servitude domestique, le petit commerce et la prostitution. Les membres de la famille et les amis qui offrent une aide pour l'éducation ou un emploi lucratif dans les zones urbaines facilitent généralement la traite. L'utilisation de jeunes filles pour le travail domestique forcé continue d'être le plus grand problème de traite des êtres humains dans le pays. En raison de l'absence de création d'un comité de lutte contre la traite, les agences gouvernementales chargées de la prévention et de la protection ne sont pas en mesure de mettre en œuvre la loi de 2008 contre la traite des personnes car il n'y a pas de réglementation à suivre. Ainsi, la plupart des responsables gouvernementaux ne connaissent toujours pas les dispositions de la loi et aucune ressource budgétaire allouée à la lutte contre le crime et à l'assistance aux victimes n'a été obtenue. […] Les responsables de l'application des lois omettent souvent de considérer la traite des êtres humains comme un crime, mais plutôt comme un problème moral auquel il peut être remédié par une compensation financière. […] De la promulgation de la loi à fin janvier 2011, trois affaires ont été poursuivies avec succès... »  :¶¶ 37–39, pages 9–10

### Incarcération, prisons et accès à la justice
L'UNCT a déclaré :
« Il y a une grave pénurie de tribunaux, ainsi que de juges et de magistrats pour présider les affaires, ce qui entrave gravement l'accès aux tribunaux compétents. Il est à noter que [33,6 % des] […] affaires […] devant les tribunaux de première instance et de district […] sont en instance depuis 2 ans ou plus. De même, le nombre d'affaires pendantes devant la Haute Cour (pour meurtre, délits graves et appels) est en augmentation en raison de la diminution des audiences. En outre, la justice est encore retardée par les enquêtes prolongées de la police, l'ajournement des affaires par les tribunaux pour des raisons techniques peu solides et la non-comparution des témoins. Il y a aussi une pénurie d'avocats qualifiés pour assurer une représentation devant les tribunaux, dont la grande majorité est basée à Dar es Salaam. […] Alors que la loi autorise l'aide judiciaire dans les affaires pénales, les personnes accusées de meurtre et de trahison ne bénéficient d'une représentation gratuite que dans la pratique. Les centres de détention ont du mal à répondre aux besoins fondamentaux du nombre toujours croissant de détenus, dont la plupart sont des prévenus. Condamnés et non convaincus se côtoient, souvent dans des conditions inhumaines. Certaines prisons abritent plus du double de leur capacité, comme c'est le cas de la prison centrale du Ruanda, qui a une capacité de 400 détenus et en détient 838. »  :¶¶ 41–43, page 10
Le Département d'État des États-Unis a déclaré dans son rapport sur les droits de l'homme de 2013 :
« Malgré quelques améliorations, les conditions carcérales sont restées dures et potentiellement mortelles. La nourriture inadéquate, la surpopulation, les mauvaises conditions sanitaires et les soins médicaux inadéquats étaient omniprésents. Selon certaines allégations, les autorités auraient infligé des traitements inhumains. De graves menaces contre la vie se sont poursuivies dans les centres de détention.[…] Au 17 octobre [2013], les prisons détenaient 34 404 détenus, soit 16 % de plus que la capacité totale de 29 552. Parmi les prisonniers, 17 180 étaient des condamnés et 17 224 étaient des prévenus. Les prévenus et les condamnés étaient détenus ensemble. […] Les autorités ont détenu des mineurs avec des adultes dans plusieurs prisons en raison du manque de centres de détention. Selon des responsables gouvernementaux, il y a eu des décès en prison dus au VIH/SIDA dans les prisons. Les problèmes de santé les plus courants des détenus étaient le paludisme, la tuberculose, le VIH/sida et d'autres maladies liées à un mauvais assainissement. Les dispensaires des prisons n'offraient qu'un traitement limité, et les amis et les membres de la famille des détenus devaient généralement fournir les médicaments ou les fonds nécessaires pour les acheter. Les moyens de transport limités ont également affecté la capacité du personnel pénitentiaire à emmener les détenus dans les cliniques et les hôpitaux. Le personnel pénitentiaire s'est plaint de pénuries d'eau et d'électricité ainsi que de fournitures médicales insuffisantes. […] La tenue des dossiers dans les prisons était inadéquate et entraînait des écarts dans les rapports. Sur le continent [,] la loi permet aux juges et aux magistrats d'accorder une libération conditionnelle ou d'imposer des peines alternatives telles que des travaux d'intérêt général […], mais ces options ont rarement été utilisées. La loi autorise la libération anticipée pour bonne conduite mais impose de lourdes exigences en matière de preuve. Sur le continent [,] les autorités ont souvent transféré les prisonniers dans différentes prisons sans en avertir leurs familles. […] Le nombre d'agents de probation est resté insuffisant. […]Sur le continent[,] les prisonniers étaient autorisés à porter plainte auprès des autorités judiciaires, mais il était allégué que les lettres étaient censurées. »  :pages 4–5
Les détenus accusés d'infractions pénales en Tanzanie attendaient généralement trois à quatre ans pour être jugés. Les principales raisons étant un manque de juges pour entendre les affaires, un budget judiciaire insuffisant et un manque de temps nécessaire pour mener à bien les enquêtes policières.:page 9

### Justice pour mineurs
L'UNCT a déclaré :
« Les enfants sont régulièrement détenus avant et après leur procès dans des centres de détention pour adultes, même dans les régions où existent des centres de détention pour mineurs. Les prisons ne disposent pas de personnel ou d'équipements pour fournir des services spécialisés, et bien que généralement les moins de 18 ans ou les moins de 21 ans soient séparés la nuit, ils se mêlent aux adultes pendant la journée. Il n'y a que deux centres de post-détention et cinq maisons de rétention (avec deux autres ouvertures dans un avenir proche) pour les moins de 18 ans dans le pays. Il n'y a pas de système pénal distinct pour les moins de 18 ans et, à l'exception d'un tribunal pour mineurs à Dar Es Salaam, les affaires de mineurs sont entendues par des tribunaux ordinaires. Les moins de 18 ans qui n'ont pas les moyens de payer un avocat se retrouvent souvent sans assistance juridique. Il n'existe aucun système de déjudiciarisation et aucun programme de réhabilitation communautaire prévus par la loi ou mis en œuvre dans la pratique. Les peines non privatives de liberté sont limitées. Les garçons peuvent recevoir des châtiments corporels ou des caresses. Les autres peines concernent les amendes, les indemnités ou les frais et la probation avec surveillance. Zanzibar manque également d'un système séparé pour les enfants et, en l'absence de centres de détention séparés, les moins de 18 ans sont mélangés avec des adultes dans la prison. »  :¶¶ 44–45, pages 10–11
Le Département d'État des États-Unis a déclaré dans son rapport sur les droits de l'homme de 2013 :
« La [Commission des droits de l'homme et de la bonne gouvernance] […] a visité un échantillon de prisons et de centres de détention en 2011 et a trouvé 441 mineurs détenus dans les prisons pour adultes visitées. Parmi ceux-ci, 64 ont été condamnés et les 377 autres étaient en détention provisoire. […] Il y avait une prison pour mineurs dans la région de Mbeya et cinq maisons d'arrêt à travers le pays. Les responsables ont attribué la pénurie de centres de détention appropriés à un manque de coordination entre le pouvoir judiciaire, la police et le département pénitentiaire. »  :pages 4–5

### Usage excessif de la force, la torture, les arrestations arbitraires et la corruption
Au cours de l'EPU, les États-Unis se sont dits préoccupés par les rapports faisant état d'arrestations arbitraires, d'un recours excessif à la force par la police et les forces armées, ainsi que de la corruption flagrante dans l'application des lois  :¶ 58, page 10.
Le Danemark quant à lui a souligné les informations selon lesquelles les agents des forces de l'ordre feraient un usage disproportionné de la force, notamment de la torture. :¶ 61, page 10.
La Tanzanie a exprimé son accord à la suite des recommandations américaines de « mettre en œuvre un plan d'action national pour lutter contre la corruption, y compris des lois et une application renforcées, davantage de ressources dédiées aux organismes de lutte contre la corruption, un examen de l'indemnisation des forces de l'ordre et une campagne éducative à l'échelle nationale... » et de dispenser une formation aux droits de l'homme aux forces de sécurité :¶¶ 85.18, 85.21 page 14.

Le Département d'État des États-Unis a déclaré dans son rapport sur les droits de l'homme de 2013 :
« Au cours de l'année [,] il y a eu plusieurs rapports selon lesquels des agents du gouvernement (en particulier la police et d'autres unités de sécurité) ont commis des homicides illégaux. Des organisations non gouvernementales (ONG) et des agences de presse locales ont documenté plusieurs cas de policiers maltraitant, battant et causant la mort de civils. […] Le Legal and Human Rights Center (LHRC) a annoncé que la brutalité policière, la violence domestique et les exécutions extrajudiciaires ont augmenté en [2013]. […] Selon le LHRC, en juillet, la police et d'autres membres du personnel de sécurité ont tué 22 personnes (contre 31 en 2012). En octobre [,] plusieurs membres du parlement (MP) et des ONG locales ont fait part de leurs inquiétudes concernant des allégations d'atteintes aux droits humains liées à une campagne anti-braconnage controversée lancée par le gouvernement. Certains députés ont allégué que des responsables gouvernementaux avaient fait un usage excessif de la force pour interroger des individus sur des activités de braconnage, avaient saisi et tué du bétail paissant sur des terres protégées et incendié des maisons d'éleveurs prétendument impliqués dans le pâturage illégal. […] Le 20 décembre, le président Kikwete a limogé quatre ministres du cabinet […] en réponse à l'inquiétude persistante des parlementaires. […] »  :pages 1–2
« La constitution et la loi interdisent ... [la torture et autres peines ou traitements cruels, inhumains ou dégradants], mais il a été signalé que des policiers, des gardiens de prison et des soldats qui ont abusé, menacé et maltraité des civils, des criminels présumés et des prisonniers étaient confrontés à une responsabilité limitée. Les abus impliquaient le plus souvent des coups. […] Le 19 juin, Human Rights Watch et la Wake Up and Step Forward Coalition ont publié un rapport contenant plusieurs allégations détaillées de torture et d'abus sur des personnes lesbiennes, gays, bisexuelles et transgenres pendant leur garde à vue. […] La loi autorise le passage à tabac. Les autorités gouvernementales locales et les tribunaux ont parfois utilisé le passage à tabac comme punition pour les délinquants mineurs et adultes. […] Le passage à tabac et d'autres châtiments corporels étaient également couramment utilisés dans les écoles. »  :pages 3–4
« Les forces de police tanzaniennes sont principalement responsables du maintien de l'ordre tant sur le continent qu'à Zanzibar. […] Durant 2013, des cas de force excessive, de corruption policière et d'impunité ont été signalés. Les bas salaires ont contribué à la corruption perçue dans certaines unités, comme l'ont largement rapporté les citoyens et la presse. Des articles de journaux, des plaintes civiles et des rapports de corruption policière émanant du Bureau de prévention et de lutte contre la corruption […] ainsi que du ministère de l'Intérieur se sont également poursuivis. […] Les Sungusungu, ou patrouilles de citoyens, sont des groupes anticriminels de quartier traditionnels qui existent dans tout le continent. La loi de 1973 sur la milice populaire leur accorde le pouvoir de procéder à des arrestations. […] Les membres de Sungusungu ne sont pas autorisés à porter des armes à feu ou des machettes, mais ils portaient des bâtons ou des gourdins. Ils […] opéraient indépendamment de la police. […] En juin, le LHRC a signalé que les milices Sungusungu étaient responsables de la mort de quatre personnes au cours de l'année dans les régions de Shinyanga, Mbeya et Iringa. »  :pages 6–7
« Sur le continent [,] la loi […] exige qu'une personne arrêtée pour un crime, autre qu'un détenu de sécurité nationale, soit inculpée devant un magistrat dans les 24 heures suivant son arrestation […], mais la police n'a pas respecté systématiquement cette exigence. Selon certaines informations, la police aurait utilisé un processus continu de libération et de ré-arrestation immédiate des individus afin qu'ils restent en détention pendant que la police [...] développait les informations nécessaires pour que l'accusé soit inculpé. La loi donne aux accusés le droit de contacter un avocat ou de parler avec des membres de leur famille, mais parfois, ce droit leur a été refusé. L'accès rapide à un avocat était souvent limité par le manque d'avocats dans les zones rurales, le manque de systèmes et d'infrastructures de communication, ainsi que l'analphabétisme et la pauvreté des accusés. […] Le gouvernement a fourni une représentation légale à certains accusés indigents et à tous les suspects accusés de meurtre ou de trahison. […] Dans les tribunaux primaires et de district, des pots-de-vin déterminaient parfois si la libération sous caution était accordée. »  :page 8

### Justice pour les survivants de violences sexuelles
L'UNCT a déclaré :
« Les survivants d'abus et de violences sexuels luttent pour obtenir justice et soutien social. La grande majorité des policiers, procureurs et magistrats ne sont pas formés pour répondre aux besoins des victimes. De nombreux agents recommandent des règlements à l'amiable. La stigmatisation et la pression communautaire dissuadent souvent les familles de porter plainte, la communauté préférant que l'affaire soit traitée en dehors du système judiciaire. Cela conduit souvent à l'impunité pour les auteurs. Depuis 2008, un dispositif voit le jour pour améliorer l'accueil des rescapés et les réponses à leurs besoins. […] Cependant, la formation continue et le développement des compétences, en conjonction avec des initiatives de sensibilisation, sont nécessaires. […] Par exemple, […] seuls 320 agents des 35 000 policiers ont reçu une formation. »  :¶¶ 46–47, page 11

### Liberté d'association, d'opinion et d'expression
L'UNCT a déclaré :
« Dans le cadre des engagements pris dans MKUKUTA II, davantage d'efforts pour accroître l'accès à des informations indépendantes sont en cours. Dans ce document, une expansion des douze médias communautaires actuels à au moins un média communautaire dans chaque district est prévue. Pour respecter cet engagement, il sera nécessaire d'alléger les procédures longues et bureaucratiques d'octroi de licences à ces stations de radio, qui peuvent prendre entre un et trois ans. Le Gouvernement devrait en outre s'inquiéter des rapports des observateurs indépendants des élections générales de 2010, qui signalent des cas d'intimidation à l'encontre de ces stations de radio comme moyen d'entraver la diffusion des programmes d'éducation des électeurs. Une autre recommandation importante pour le gouvernement serait l'accélération de la législation sur la liberté d'information; code de déontologie pour les publicités ; et l'introduction de la radiodiffusion publique à Zanzibar. »  :¶ 50, page 12

### Traitement des écoliers
L'UNCT a déclaré :
« En 2008, seulement 0,4 % des enfants handicapés étaient scolarisés et la tendance est à la baisse. Dans la plupart des cas, ces enfants fréquentent des écoles spécialisées plutôt que de bénéficier d'une éducation inclusive. Bien que le gouvernement ait élaboré une stratégie d'éducation inclusive, des efforts immédiats doivent être déployés pour assurer sa mise en œuvre et, partant, accroître l'inclusion des orphelins et autres enfants vulnérables, dont beaucoup sont susceptibles de faire partie des 5 % d'enfants d'âge primaire absents des écoles. Un règlement de 2002 autorise l'expulsion des filles enceintes de l'école. La protection existante et les programmes spéciaux pour les filles sont inadéquats et font que de nombreuses filles ne peuvent pas suivre le programme d'enseignement obligatoire en place dans le pays. Les châtiments corporels ne sont interdits dans aucun environnement, y compris dans les écoles, et leur usage est répandu. Les résultats préliminaires d'une étude à paraître sur la violence à l'égard des enfants font état de niveaux élevés de violence physique à l'école. Plus de 50 % des enfants ont été victimes de violences physiques – coups de poing, coups de pied, gifles, fouets ou menaces avec une arme – de la part de leurs enseignants avant l'âge de 18 ans. »  :¶¶ 57–58, page 13
Au cours de l'EPU, la Finlande a commenté les restrictions imposées par la Tanzanie sur l'éducation des personnes en situation de handicap. Elle a également interrogé le pouvoir tanzanien sur ses actions pour mettre pleinement en œuvre la loi sur les personnes handicapées et la stratégie sur l'éducation inclusive :¶ 36, page 7.

### Personnes vivant avec le VIH/SIDA
L'UNCT a déclaré :
« Les stéréotypes concernant l'infection par le VIH/sida ont continué d'alimenter la stigmatisation et la discrimination, en particulier à l'égard des femmes en raison des normes sexistes qui qualifient les femmes de « vecteurs » de transmission du VIH. […] Un autre facteur contribuant à la stigmatisation des personnes affectées par le VIH ou le SIDA est la criminalisation de la transmission "intentionnelle" du VIH/SIDA, avec une peine pouvant aller jusqu'à dix ans. Comme il est difficile de savoir qui, parmi les adultes, a sciemment infecté une autre personne, la valeur ajoutée de cette approche est remise en question. De plus, avec la transmission mère-enfant, cela soulève une préoccupation supplémentaire pour les femmes. »  :¶¶ 61–62, page 14

## Zanzibar
Historiquement, la situation des droits de l'homme dans l'archipel de Zanzibar a toujours été plus problématique que la situation sur le continent. La constitution originale de la république unie n'accordait presque aucun recours aux autorités continentales pour intervenir dans les affaires de droit et de justice. Les responsables du continent étaient donc impuissants pour arrêter la vague d'arrestations et d'emprisonnements arbitraires dans les îles. La branche de Zanzibar du Parti révolutionnaire (connue sous le nom de Parti Afro-Shirazi, avant de fusionner avec l'Union nationale africaine du Tanganyika continentale en 1977) a toujours été beaucoup plus autoritaire que son homologue continental. Cette situation s'est maintenue même après que les partis d'opposition aient été légalisé en 1992.

## Les réfugiés du Burundi
Après une réunion en février 2012 entre la Tanzanie, le Burundi et le Haut-Commissariat des Nations Unies pour les réfugiés (HCR), la décision a été prise de fermer le camp de Mtabila le 31 décembre 2012. Ce camp abritait alors environ 38 000 réfugiés burundais sur le territoire tanzanien. La Tanzanie a notamment refusé d'accorder la citoyenneté à l'un de ces réfugiés après l'avoir fait pour 162 000 réfugiés burundais en 2010.
À la suite d'une enquête détaillée menée par le HCR et des responsables tanzaniens en décembre 2011, 33 708 réfugiés à Mtabila se sont avérés « ne pas avoir besoin de protection internationale » et ceux qui « ne veulent pas, sans motif valable, retourner au Burundi, se trouveront responsables à traiter en vertu des lois tanzaniennes pertinentes, y compris celles relatives au contrôle et à la gestion de l'immigration ». En août 2012, sur la base d'entretiens de sélection menés avec le HCR, seuls 2 715 des réfugiés ont été déterminés à conserver le droit au statut de réfugié. En novembre 2012, le HCR a signalé qu'environ 1 000 personnes par jour recevaient une aide pour rentrer volontairement au Burundi.
Entre octobre 2019 et août 2020, les autorités et les services de renseignement tanzaniens ont sobrement torturés et maltraités au moins 18 réfugiés et demandeurs d'asile burundais. Après la décision contestée du président Pierre Nkurunziza de se présenter pour un troisième mandat en 2015, de nombreux réfugiés burundais vivaient alors dans des camps en Tanzanie pour échapper à la violence dans leur propre pays.

## Historique des notes de Freedom House
Le graphique suivant montre les notes de la Tanzanie depuis 1972 dans les rapports Freedom in the World, publiés chaque année par Freedom House. La moyenne de chaque évaluation sur les droits politiques et les libertés civiles détermine le statut global de «Libre» (1,0–2,5), «Relativement libre» (3,0–5,0) ou «Non libre» (5,5–7,0).
| \| Année \| Droits politiques \| Libertés civiles \| Statut \| Président \| \| 1972 \| 6 \| 6 \| Non libre \| Julius Nyerere \| \| 1973 \| 6 \| 6 \| Non libre \| Julius Nyerere \| \| 1974 \| 6 \| 6 \| Non libre \| Julius Nyerere \| \| 1975 \| 6 \| 6 \| Non libre \| Julius Nyerere \| \| 1976 \| 6 \| 6 \| Non libre \| Julius Nyerere \| \| 1977 \| 6 \| 6 \| Non libre \| Julius Nyerere \| \| 1978 \| 6 \| 6 \| Non libre \| Julius Nyerere \| \| 1979 \| 6 \| 6 \| Non libre \| Julius Nyerere \| \| 1980 \| 6 \| 6 \| Non libre \| Julius Nyerere \| \| 1981 \| 6 \| 6 \| Non libre \| Julius Nyerere \| \| 1982 \| 6 \| 6 \| Non libre \| Julius Nyerere \| \| 1983 \| 6 \| 6 \| Non libre \| Julius Nyerere \| \| 1984 \| 6 \| 6 \| Non libre \| Julius Nyerere \| \| 1985 \| 6 \| 6 \| Non libre \| Julius Nyerere \| \| 1986 \| 6 \| 6 \| Non libre \| Ali Hassan Mwinyi \| \| 1987 \| 6 \| 6 \| Non libre \| Ali Hassan Mwinyi \| \| 1988 \| 6 \| 6 \| Non libre \| Ali Hassan Mwinyi \| \| 1989 \| 6 \| 6 \| Non libre \| Ali Hassan Mwinyi \| \| 1990 \| 6 \| 5 \| Non libre \| Ali Hassan Mwinyi \| \| 1991 \| 6 \| 5 \| Non libre \| Ali Hassan Mwinyi \| \| 1992 \| 6 \| 5 \| Relativement libre \| Ali Hassan Mwinyi \| \| 1993 \| 6 \| 5 \| Non libre \| Ali Hassan Mwinyi \| \| 1994 \| 6 \| 6 \| Non libre \| Ali Hassan Mwinyi \| \| 1995 \| 5 \| 5 \| Relativement libre \| Ali Hassan Mwinyi \| \| 1996 \| 5 \| 5 \| Relativement libre \| Benjamin Mkapa \| \| 1997 \| 5 \| 5 \| Relativement libre \| Benjamin Mkapa \| \| 1998 \| 5 \| 4 \| Relativement libre \| Benjamin Mkapa \| \| 1999 \| 4 \| 4 \| Relativement libre \| Benjamin Mkapa \| \| 2000 \| 4 \| 4 \| Relativement libre \| Benjamin Mkapa \| \| 2001 \| 4 \| 4 \| Relativement libre \| Benjamin Mkapa \| \| 2002 \| 4 \| 3 \| Relativement libre \| Benjamin Mkapa \| \| 2003 \| 4 \| 3 \| Relativement libre \| Benjamin Mkapa \| \| 2004 \| 4 \| 3 \| Relativement libre \| Benjamin Mkapa \| \| 2005 \| 4 \| 3 \| Relativement libre \| Benjamin Mkapa \| \| 2006 \| 4 \| 3 \| Relativement libre \| Jakaya Kikwete \| \| 2007 \| 4 \| 3 \| Relativement libre \| Jakaya Kikwete \| \| 2008 \| 4 \| 3 \| Relativement libre \| Jakaya Kikwete \| \| 2009 \| 4 \| 3 \| Relativement libre \| Jakaya Kikwete \| \| 2010 \| 3 \| 3 \| Relativement libre \| Jakaya Kikwete \| \| 2011 \| 3 \| 3 \| Relativement libre \| Jakaya Kikwete \| \| 2012 \| 3 \| 3 \| Relativement libre \| Jakaya Kikwete \| \| 2013 \| 3 \| 3 \| Relativement libre \| Jakaya Kikwete \| \| 2014 \| 3 \| 3 \| Relativement libre \| Jakaya Kikwete \| |                   |                  |                    |                   |
| Année | Droits politiques | Libertés civiles | Statut             | Président         |
| 1972 | 6                 | 6                | Non libre          | Julius Nyerere    |
| 1973 | 6                 | 6                | Non libre          | Julius Nyerere    |
| 1974 | 6                 | 6                | Non libre          | Julius Nyerere    |
| 1975 | 6                 | 6                | Non libre          | Julius Nyerere    |
| 1976 | 6                 | 6                | Non libre          | Julius Nyerere    |
| 1977 | 6                 | 6                | Non libre          | Julius Nyerere    |
| 1978 | 6                 | 6                | Non libre          | Julius Nyerere    |
| 1979 | 6                 | 6                | Non libre          | Julius Nyerere    |
| 1980 | 6                 | 6                | Non libre          | Julius Nyerere    |
| 1981 | 6                 | 6                | Non libre          | Julius Nyerere    |
| 1982 | 6                 | 6                | Non libre          | Julius Nyerere    |
| 1983 | 6                 | 6                | Non libre          | Julius Nyerere    |
| 1984 | 6                 | 6                | Non libre          | Julius Nyerere    |
| 1985 | 6                 | 6                | Non libre          | Julius Nyerere    |
| 1986 | 6                 | 6                | Non libre          | Ali Hassan Mwinyi |
| 1987 | 6                 | 6                | Non libre          | Ali Hassan Mwinyi |
| 1988 | 6                 | 6                | Non libre          | Ali Hassan Mwinyi |
| 1989 | 6                 | 6                | Non libre          | Ali Hassan Mwinyi |
| 1990 | 6                 | 5                | Non libre          | Ali Hassan Mwinyi |
| 1991 | 6                 | 5                | Non libre          | Ali Hassan Mwinyi |
| 1992 | 6                 | 5                | Relativement libre | Ali Hassan Mwinyi |
| 1993 | 6                 | 5                | Non libre          | Ali Hassan Mwinyi |
| 1994 | 6                 | 6                | Non libre          | Ali Hassan Mwinyi |
| 1995 | 5                 | 5                | Relativement libre | Ali Hassan Mwinyi |
| 1996 | 5                 | 5                | Relativement libre | Benjamin Mkapa    |
| 1997 | 5                 | 5                | Relativement libre | Benjamin Mkapa    |
| 1998 | 5                 | 4                | Relativement libre | Benjamin Mkapa    |
| 1999 | 4                 | 4                | Relativement libre | Benjamin Mkapa    |
| 2000 | 4                 | 4                | Relativement libre | Benjamin Mkapa    |
| 2001 | 4                 | 4                | Relativement libre | Benjamin Mkapa    |
| 2002 | 4                 | 3                | Relativement libre | Benjamin Mkapa    |
| 2003 | 4                 | 3                | Relativement libre | Benjamin Mkapa    |
| 2004 | 4                 | 3                | Relativement libre | Benjamin Mkapa    |
| 2005 | 4                 | 3                | Relativement libre | Benjamin Mkapa    |
| 2006 | 4                 | 3                | Relativement libre | Jakaya Kikwete    |
| 2007 | 4                 | 3                | Relativement libre | Jakaya Kikwete    |
| 2008 | 4                 | 3                | Relativement libre | Jakaya Kikwete    |
| 2009 | 4                 | 3                | Relativement libre | Jakaya Kikwete    |
| 2010 | 3                 | 3                | Relativement libre | Jakaya Kikwete    |
| 2011 | 3                 | 3                | Relativement libre | Jakaya Kikwete    |
| 2012 | 3                 | 3                | Relativement libre | Jakaya Kikwete    |
| 2013 | 3                 | 3                | Relativement libre | Jakaya Kikwete    |
| 2014 | 3                 | 3                | Relativement libre | Jakaya Kikwete    |

## Traités internationaux
La position de la Tanzanie sur les traités internationaux relatifs aux droits de l'homme des Nations unies sont les suivantes :
| Traités | Organisation  | Création | Signature | Ratification |
| Convention pour la prévention et la répression du crime de génocide                                                               | Nations unies | 1948     | —         | 1984         |
| Convention internationale sur l'élimination de toutes les formes de discrimination raciale                                        | Nations unies | 1966     | —         | 1972         |
| Pacte international relatif aux droits économiques, sociaux et culturels                                                          | Nations unies | 1966     | —         | 1976         |
| Pacte international relatif aux droits civils et politiques                                                                       | Nations unies | 1966     | —         | 1976         |
| Premier protocole facultatif du pacte international relatif aux droits civils et politiques                                       | Nations unies | 1966     | —         | —            |
| Convention sur l'imprescriptibilité des crimes de guerre et des crimes contre l'humanité                                          | Nations unies | 1968     | —         | —            |
| Convention internationale sur l'élimination et la répression du crime de l'Apartheid                                              | Nations unies | 1973     | —         | 1976         |
| Convention sur l'élimination de toutes les formes de discrimination à l'égard des femmes                                          | Nations unies | 1979     | 1980      | 1985         |
| Convention contre la torture et autres peines ou traitements cruels, inhumains ou dégradants                                      | Nations unies | 1984     | —         | —            |
| Convention relative aux droits de l'enfant                                                                                        | Nations unies | 1989     | 1990      | 1991         |
| Deuxième Protocole facultatif du Pacte international relatif aux droits civils et politiques, visant à abolir la peine de mort    | Nations unies | 1989     | —         | —            |
| Convention internationale sur la protection des droits de tous les travailleurs migrants et des membres de leur famille           | Nations unies | 1990     | —         | —            |
| Protocole facultatif de la Convention sur l'élimination de toutes les formes de discrimination à l'égard des femmes               | Nations unies | 1999     | —         | 2006         |
| Protocole facultatif de la Convention relative aux droits de l'enfant, concernant l'implication d'enfants dans les conflits armés | Nations unies | 2000     | —         | 2004         |
| Protocole facultatif sur la vente d'enfants, la prostitution des enfants et la pornographie mettant en scène des enfants          | Nations unies | 2000     | —         | 2003         |
| Convention relatives aux droits des personnes handicapées                                                                         | Nations unies | 2006     | 2007      | 2009         |
| Protocole facultatif de la Convention relatives aux droits des personnes handicapées                                              | Nations unies | 2006     | 2008      | 2009         |
| Convention internationale pour la protection de toutes les personnes contre les disparitions forcées                              | Nations unies | 2006     | 2008      | —            |
| Protocole facultatif du Pacte international relatif aux droits économiques, sociaux et culturels                                  | Nations unies | 2008     | —         | —            |
| Protocole facultatif de la Convention relative aux droits de l'enfant établissant une procédure de communications                 | Nations unies | 2011     | —         | —            |